# ناهموارسوسمار
ناهموارسوسمار(نام علمی: Rugosuchus) نام یک سرده از رده خزندگان است.